# 江幡修三
江幡 修三（えばた しゅうぞう、1921年1月11日 - 2009年6月3日）は、日本の法曹。検事総長。弁護士。

## 略歴
富山県魚津市出身。旧制富山高等学校を経て、1943年東京帝国大学法学部卒。東京地検総務部長、札幌地検検事正、東京高検検事長などを歴任し、1983年12月から2年間、検事総長。
財田川事件、松山事件の再審無罪判決に対し、控訴見送りを指示した。1976年のロッキード事件では最高検検事として捜査。1979年のダグラス・グラマン事件では、東京地検検事正として捜査を指揮した。